# Формула-1 — Чемпіонат 2016

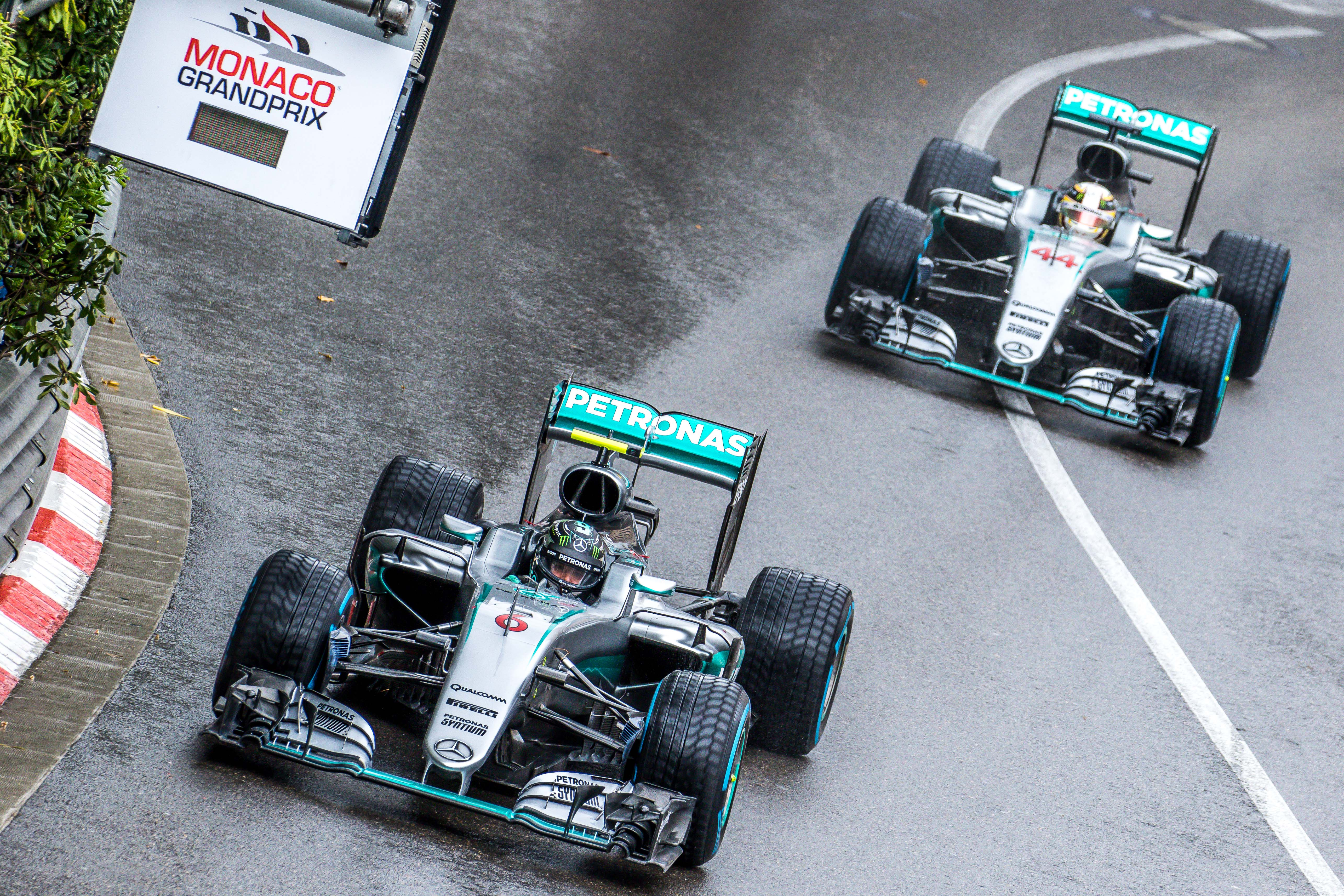
Mercedes успішно відстояв Кубок конструкторів.

Формула-1 2016 року — 67-й сезон Чемпіонату світу з автоперегонів у класі Формула-1, який проводився під егідою FIA. Сезон 2016 року був найдовшим в історії перегонів Формули-1 і складався з 21 етапу. Розпочався 20 березня в Австралії та закінчився 27 листопада в Абу-Дабі.
У 2016 стартова решітка збільшилася до 22 автомобілів — приєдналась команда Haas F1 Team. До чемпіонату повернулось Гран-прі Німеччини, яке не проводилось у 2015 році, і Гран-прі Європи в Азербайджані, яке не проводилось з 2012.
Mercedes здобув Кубок конструкторів після Гран-прі Японії.
Ніко Росберг здобув свій єдиний титул чемпіона світу з автоперегонів у класі «Формула-1».

## Команди та пілоти
Наступні команди та пілоти підписали контракти на участь у чемпіонаті 2016 року:
| Команда                       | Конструктор          | Шасі          | Двигун                 | Шини | №  | Пілот                 |
| ----------------------------- | -------------------- | ------------- | ---------------------- | ---- | -- | --------------------- |
| Scuderia Ferrari              | Ferrari              | SF16-H        | Ferrari 059/5          | P    | 5  | Себастьян Феттель     |
| Scuderia Ferrari              | Ferrari              | SF16-H        | Ferrari 059/5          | P    | 7  | Кімі Ряйкконен        |
| Sahara Force India F1 Team    | Force India-Mercedes | VJM09         | Mercedes PU106C Hybrid | P    | 11 | Серхіо Перес          |
| Sahara Force India F1 Team    | Force India-Mercedes | VJM09         | Mercedes PU106C Hybrid | P    | 27 | Ніко Гюлькенберг      |
| Haas F1 Team                  | Haas-Ferrari         | VF-16         | Ferrari 059/5          | P    | 8  | Ромен Грожан          |
| Haas F1 Team                  | Haas-Ferrari         | VF-16         | Ferrari 059/5          | P    | 21 | Естебан Гутьєррес     |
| Renault Sport F1 Team         | Renault              | RS16          | Renault RE16           | P    | 20 | Кевін Магнуссен       |
| Renault Sport F1 Team         | Renault              | RS16          | Renault RE16           | P    | 30 | Джоліон Палмер        |
| Manor Racing MRT              | MRT-Mercedes         | MRT05         | Mercedes PU106C Hybrid | P    | 94 | Паскаль Верляйн       |
| Manor Racing MRT              | MRT-Mercedes         | MRT05         | Mercedes PU106C Hybrid | P    | 31 | Естебан Окон          |
| Manor Racing MRT              | MRT-Mercedes         | MRT05         | Mercedes PU106C Hybrid | P    | 88 | Ріо Харьянто          |
| McLaren Honda F1 Team         | McLaren-Honda        | MP4-31        | Honda RA616H           | P    | 14 | Фернандо Алонсо       |
| McLaren Honda F1 Team         | McLaren-Honda        | MP4-31        | Honda RA616H           | P    | 47 | Стоффель Вандорн      |
| McLaren Honda F1 Team         | McLaren-Honda        | MP4-31        | Honda RA616H           | P    | 22 | Дженсон Баттон        |
| Mercedes AMG Petronas F1 Team | Mercedes             | F1 W07 Hybrid | Mercedes PU106C Hybrid | P    | 6  | Ніко Росберг          |
| Mercedes AMG Petronas F1 Team | Mercedes             | F1 W07 Hybrid | Mercedes PU106C Hybrid | P    | 44 | Льюїс Гамільтон       |
| Red Bull Racing               | Red Bull-TAG Heuer   | RB12          | TAG Heuer              | P    | 3  | Данієль Ріккардо      |
| Red Bull Racing               | Red Bull-TAG Heuer   | RB12          | TAG Heuer              | P    | 26 | Даніїл Квят           |
| Red Bull Racing               | Red Bull-TAG Heuer   | RB12          | TAG Heuer              | P    | 33 | Макс Ферстаппен       |
| Sauber F1 Team                | Sauber-Ferrari       | C35           | Ferrari 059/5          | P    | 9  | Маркус Ерікссон       |
| Sauber F1 Team                | Sauber-Ferrari       | C35           | Ferrari 059/5          | P    | 12 | Феліпе Наср           |
| Scuderia Toro Rosso           | Toro Rosso-Ferrari   | STR11         | Ferrari 059/4          | P    | 33 | Макс Ферстаппен       |
| Scuderia Toro Rosso           | Toro Rosso-Ferrari   | STR11         | Ferrari 059/4          | P    | 55 | Карлос Сайнс молодший |
| Scuderia Toro Rosso           | Toro Rosso-Ferrari   | STR11         | Ferrari 059/4          | P    | 26 | Даніїл Квят           |
| Williams Martini Racing       | Williams-Mercedes    | FW38          | Mercedes PU106C Hybrid | P    | 19 | Феліпе Масса          |
| Williams Martini Racing       | Williams-Mercedes    | FW38          | Mercedes PU106C Hybrid | P    | 77 | Вальттері Боттас      |

### Зміни в командах
- Haas F1 Team, команда заснована власником команди NASCAR Sprint Cup Series Джином Хаасом, приєднається до Формули 1, ставши першою американською командою з часів Haas Lola (1986 року).[30][31] Команда буде використовувати двигуни Ferrari і шасі Dallara.[32][33] Dallara в минулому брала участь у Формулі 1 як виробник шасі для HRT в 2010 році.[34]
- Marussia змінює назву команди на Manor Racing[10]. Команда міняє постачальника двигунів з Ferrari на Mercedes[12]. Mercedes надає двигуни 2016 року, а Ferrari в 2015 надавали торішні двигуни (за специфікацією 2014 року)[35]
- Red Bull Racing офіційно припиняє дев'ятирічну співпрацю з постачальником двигунів Renault наприкінці 2015 року,[36] з посиланням на недостатню продуктивність двигунів Renault.[37] Команда буде використовувати двигуни Renault переобладнанні TAG Heuer.[20]
  - Крістіан Хорнер заявив, що команда провела попередні переговори з Volkswagen Group про вихід у спорт, як постачальником двигунів, але переговори зайшли в безвихідь після скандалу з маніпуляцією вихлопом, яка почалася у вересні 2015 року.[38] Планувалось також отримати двигуни від Mercedes[39] , Honda[40] і Ferrari[41].
- Scuderia Toro Rosso повернулася до використання двигунів Ferrari, які вони використовували до початку 2014 року, після того, як Renault оголосив, що вони більше не будуть поставляти двигуни клієнтам.[26][42] Команда буде використовувати двигун 059/4, який Ferrari використовувала 2015 році, тому що через значні зміни в конструкції двигуна Ferrari не зможуть виготовити достатньо двигунів 2016 року на початок сезону.
- Renault повернулася в F1 як повна заводська команда після того, як вони придбали Лотос.[43]

### Зміни серед пілотів
- Ромен Грожан залишає Lotus наприкінці 2015 року.[44] Він приєднається до новоствореної команди Haas F1 team на 2016 рік[6][45], де він приєднається до колишнього пілота Sauber Естебана Гутьєрреса. Гутьєррес повернеться до перегонів, провівши сезон як тест-пілот Ferrari.[7]
- Маючи вже підписані контракти з Дженсоном Баттоном і Фернандо Алонсо, McLaren вирішив не продовжувати контракт з Кевіном Магнуссеном, який провів в одну гонку за команду в 2015 році.[46]
- Джоліон Палмер, чемпіон 2014 року в серії GP2, дебютує в Renault, замінивши Грожана[9].
- Manor підписали двох новобранців на 2016 рік: чинний чемпіон Deutsche Tourenwagen Masters Паскаль Верляйн і пілот серії GP2 Ріо Харьянто, який став першим індонезійським гонщиком в чемпіонаті F1.[47]

### Зміни в середині сезону
- Фернандо Алонсо виключений з Гран-прі Бахрейну як запобіжний захід після медичного огляду, після його зіткнення з Естебаном Гутьєрресом в Австралії.[48] Запасний водій McLaren і діючий чемпіон GP2 Series Стоффель Вандорн замінив його.
- Квят і Ферстаппен помінялися місцями перед Гран-прі Іспанії. Макс Ферстаппен підвищений до Red Bull Racing, а Даніїл Квят повертаються в Scuderia Toro Rosso.[23] Red Bull пояснив рішення про обмін своїх водіїв, що це робиться для того, щоб послабити тиск на Квята, після критики за його роль в аварії на першому колі на Гран-прі Росії, і, щоб полегшити постійну напруженість у відносинах між Ферстаппеном і його товаришем по команді Карлосом Сайнсом в Toro Rosso.[49]

## Календар сезону
У 2016 році проведено двадцять одне Гран-прі.
| №  | Гран-прі                  | Траса                                     | Дата         |
| -- | ------------------------- | ----------------------------------------- | ------------ |
| 1  | Гран-прі Австралії        | Альберт-Парк, Мельбурн                    | 20 березня   |
| 2  | Гран-прі Бахрейну         | Міжнародний автодром Бахрейну, Сахір      | 3 квітня     |
| 3  | Гран-прі Китаю            | Міжнародний автодром Шанхая, Шанхай       | 17 квітня    |
| 4  | Гран-прі Росії            | Автодром Сочі, Сочі                       | 1 травня     |
| 5  | Гран-прі Іспанії          | Каталунья, Барселона                      | 15 травня    |
| 6  | Гран-прі Монако           | Міська траса Монте-Карло, Монте-Карло     | 29 травня    |
| 7  | Гран-прі Канади           | Автодром імені Жиля Вільнева, Монреаль    | 12 червня    |
| 8  | Гран-прі Європи           | Вулична траса Баку, Баку                  | 19 червня    |
| 9  | Гран-прі Австрії          | Ред Бул Ринг, Шпільберг                   | 3 липня      |
| 10 | Гран-прі Великої Британії | Автодром Сільверстоун, Сільверстоун       | 10 липня     |
| 11 | Гран-прі Угорщини         | Хунгароринг, Будапешт                     | 24 липня     |
| 12 | Гран-прі Німеччини        | Гоккенгаймринг, Гоккенгайм                | 31 липня     |
| 13 | Гран-прі Бельгії          | Спа-Франкоршам, Спа                       | 28 серпня    |
| 14 | Гран-прі Італії           | Автодром Монца, Монца                     | 4 вересня    |
| 15 | Гран-прі Сінгапуру        | Міський автодром Марина Бей, Сінгапур     | 18 вересня   |
| 16 | Гран-прі Малайзії         | Міжнародний автодром Сепанг, Куала-Лумпур | 2 жовтня     |
| 17 | Гран-прі Японії           | Судзука, Судзука                          | 9 жовтня     |
| 18 | Гран-прі США              | Траса Америк, Остін (Техас)               | 23 жовтня    |
| 19 | Гран-прі Мексики          | Автодром імені братів Родрігес, Мехіко    | 30 жовтня    |
| 20 | Гран-прі Бразилії         | Автодром Жозе Карлуса Пачі, Сан-Паулу     | 13 листопада |
| 21 | Гран-прі Абу-Дабі         | Яс-Марина, Абу-Дабі                       | 27 листопада |

### Зміни в календарі

#### Нові та відродженні перегони
- Гран-прі Європи повернеться в календар після чотирирічної відсутності. Гонка переміститься від свого колишнього дому в Валенсії до абсолютно нової вуличної траси в Баку, столиці Азербайджану. Це буде перший Гран-прі, який пройде в Азербайджані.[50][51][55][56]
- Гран-прі Німеччини повернеться до Гоккенгаймринг після того, як захід був скасований в 2015 році.[53]

#### Зміни в датах
- Гран-прі Малайзії — який проводився в перші місяці року з сезону — 2001, в цьому році буде проводитись в жовтні в парі з Гран-прі Японії.[1]
- Гран-прі Росії перенесений з жовтня на травень, ставши четвертим Гран-прі сезону.[1]

#### Скасовані перегони
- Після суперечки з приводу оподаткування, індійський Гран-прі був видалений з календаря після гонки 2013 року. Після кількох невдалих спроб відродити гонку в 2014 і 2015 роках, повернення заходу було відкладено до сезону 2016 року[57], однак, в фінальний календар так і не увійшов.[1]
- У 2006 році, керівництво F1 підписали контракт на сім років, щоб запустити Гран-прі Кореї з 2010 року, проте, захід був припинений в 2014 році, і втретє поспіль був виключений з календаря в 2016 році.[58]

## Зміни правил

### Загальні зміни
- FIA і Керівництву F1 буде надано більше влади, для змінити спортивного і технічного регламентів.[59]

### Технічний регламент
- Всі автомобілі повинні бути оснащенні окремим перепускним клапаном для вихлопних газів. Клапан призначений для того, щоб збільшити шум машин, у зв'язку із критикою нових двигунів, через слабкий звук.[60]
- FIA вирішила збільшити кількість жетонів, які дозволяють мотористам проводити обробку своїх силових установок по ходу сезону. Спочатку планувалось дати виробникам п'ятнадцять жетонів протягом сезону, але їх кількість була збільшена до тридцяти двох, стільки ж, як 2014 року. Дане рішення було покликане допомогти боротися слабшим виробникам, таким як Renault і Honda, щоб поліпшити їх розвиток. Це рішення також дозволяє подальший розвиток частин, які спочатку планувалося заморозити. Серед них: верхня і нижня частини картера, ГРМ, колінчастий вал, система повітряного клапана і допоміжні системи.[61]

### Спортивний регламент
- Починаючи з 2016 року, кількість передсезонних тестів було скорочено з трьох до двох.[62]
- Максимальне число етапів за сезон збільшено з 20 до 21.[63]
- Компанія Pirelli, що займається постачанням шин у Формулі 1, представить новий, п'ятий тип гуми — Ultrasoft.[64]. Нові шини будуть використовуватись лише на вуличних трасах.[65]
- Pirelli змінили свій підхід до постачання шин в 2016 році. На етап вибирають три сухих типа шин замість двох. Типи шин оприлюднило за два тижні до кожного етапу.[66][67][68] На гоночний уїк-енд кожен пілот в цілому отримує 13 комплектів шин. Два з них вибираються компанією Pirelli заздалегідь, і кожен пілот зобов'язаний використовувати хоча б один з них в гонці. Ще один комплект найм'якшого з доступних типів гуми зарезервований для використання пілотом в третьому сегменті кваліфікації. Решта 10 комплектів пілоти вибирають самостійно. Пілоти однієї команди можуть використовувати різні набори типів шин. Під час перегонів кожен пілот повинен використати два сухих типа шин.[63]
- Стюардам надають більше повноважень при забезпеченні дотримання правил про межі траси, які зобов'язують гонщиків не виїжджати за білу лінію, яка окреслює трасу, за винятком помилки пілотів.[60]
- У разі відкладеного старту гонки, пілот, який спровокував цю ситуацію, буде зобов'язаний стартувати з піт-лейну.[60]
- Процедура нарахування штрафів за заміну двигуна або коробки передач була змінена таким чином, що штрафи застосовуються в тому порядку, в якому вони були отримані.[60]
- Система віртуального автомобіля безпеки буде використовуватися під час практики, щоб уникнути використання червоних прапорів і зупинки сесії.[67]
  - Тепер пілоти можуть використовувати DRS відразу після закінчення режиму віртуального автомобіля безпеки.[67] Раніше їм доводилося чекати два кола, перш ніж система була активована.[69]
- Повноваження стюардів для контролю за переговорами між пітом та машиною були розширені.[70]
- Змінено порядок отримання пілотами суперліцензій Формули 1.[71] Додано декілька додаткових обмежень[72][73], які покликані запобігти повторенню ситуації з Максом Ферстаппеном, який отримав свою суперліцензію у віці 16 років після єдиного сезону в європейській Формулі 3[72]

## Результати та положення в заліках

### Гран-прі
| №  | Гран-прі                  | Поул-позиція     | Швидке коло       | Переможець       | Конструктор        | Звіт |
| -- | ------------------------- | ---------------- | ----------------- | ---------------- | ------------------ | ---- |
| 1  | Гран-прі Австралії        | Льюїс Гамільтон  | Данієль Ріккардо  | Ніко Росберг     | Mercedes           | Звіт |
| 2  | Гран-прі Бахрейну         | Льюїс Гамільтон  | Ніко Росберг      | Ніко Росберг     | Mercedes           | Звіт |
| 3  | Гран-прі Китаю            | Ніко Росберг     | Ніко Гюлькенберг  | Ніко Росберг     | Mercedes           | Звіт |
| 4  | Гран-прі Росії            | Ніко Росберг     | Ніко Росберг      | Ніко Росберг     | Mercedes           | Звіт |
| 5  | Гран-прі Іспанії          | Льюїс Гамільтон  | Даніїл Квят       | Макс Ферстаппен  | Red Bull-TAG Heuer | Звіт |
| 6  | Гран-прі Монако           | Данієль Ріккардо | Льюїс Гамільтон   | Льюїс Гамільтон  | Mercedes           | Звіт |
| 7  | Гран-прі Канади           | Льюїс Гамільтон  | Ніко Росберг      | Льюїс Гамільтон  | Mercedes           | Звіт |
| 8  | Гран-прі Європи           | Ніко Росберг     | Ніко Росберг      | Ніко Росберг     | Mercedes           | Звіт |
| 9  | Гран-прі Австрії          | Льюїс Гамільтон  | Льюїс Гамільтон   | Льюїс Гамільтон  | Mercedes           | Звіт |
| 10 | Гран-прі Великої Британії | Льюїс Гамільтон  | Ніко Росберг      | Льюїс Гамільтон  | Mercedes           | Звіт |
| 11 | Гран-прі Угорщини         | Ніко Росберг     | Кімі Ряйкконен    | Льюїс Гамільтон  | Mercedes           | Звіт |
| 12 | Гран-прі Німеччини        | Ніко Росберг     | Данієль Ріккардо  | Льюїс Гамільтон  | Mercedes           | Звіт |
| 13 | Гран-прі Бельгії          | Ніко Росберг     | Льюїс Гамільтон   | Ніко Росберг     | Mercedes           | Звіт |
| 14 | Гран-прі Італії           | Льюїс Гамільтон  | Фернандо Алонсо   | Ніко Росберг     | Mercedes           | Звіт |
| 15 | Гран-прі Сінгапуру        | Ніко Росберг     | Данієль Ріккардо  | Ніко Росберг     | Mercedes           | Звіт |
| 16 | Гран-прі Малайзії         | Льюїс Гамільтон  | Ніко Росберг      | Данієль Ріккардо | Red Bull-TAG Heuer | Звіт |
| 17 | Гран-прі Японії           | Ніко Росберг     | Себастьян Феттель | Ніко Росберг     | Mercedes           | Звіт |
| 18 | Гран-прі США              | Льюїс Гамільтон  | Себастьян Феттель | Льюїс Гамільтон  | Mercedes           | Звіт |
| 19 | Гран-прі Мексики          | Льюїс Гамільтон  | Данієль Ріккардо  | Льюїс Гамільтон  | Mercedes           | Звіт |
| 20 | Гран-прі Бразилії         | Льюїс Гамільтон  | Макс Ферстаппен   | Льюїс Гамільтон  | Mercedes           | Звіт |
| 21 | Гран-прі Абу-Дабі         | Льюїс Гамільтон  | Себастьян Феттель | Льюїс Гамільтон  | Mercedes           | Звіт |

### Пілоти
Очки отримують лише пілоти, які фінішували у першій десятці.
| Позиція | 1-ша | 2-га | 3-тя | 4-та | 5-та | 6-та | 7-ма | 8-ма | 9-та | 10-та |
| Очки    | 25   | 18   | 15   | 12   | 10   | 8    | 6    | 4    | 2    | 1     |

| Поз. | Пілот                   | АВС  | БАХ  | КИТ | РОС  | ІСП  | МОН  | КАН  | ЄВР  | АВТ  | ВЕЛ  | УГО  | НІМ  | БЕЛ  | ІТА  | СІН  | МАЛ  | ЯПО | США  | МЕК  | БРА  | АБУ  | Очки |
| ---- | ----------------------- | ---- | ---- | --- | ---- | ---- | ---- | ---- | ---- | ---- | ---- | ---- | ---- | ---- | ---- | ---- | ---- | --- | ---- | ---- | ---- | ---- | ---- |
| 1    | Ніко Росберг            | 1    | 1    | 1   | 1    | Схід | 7    | 5    | 1    | 4    | 3    | 2    | 4    | 1    | 1    | 1    | 3    | 1   | 2    | 2    | 2    | 2    | 385  |
| 2    | Льюїс Гамільтон         | 2    | 3    | 7   | 2    | Схід | 1    | 1    | 5    | 1    | 1    | 1    | 1    | 3    | 2    | 3    | Схід | 3   | 1    | 1    | 1    | 1    | 380  |
| 3    | Данієль Ріккардо        | 4    | 4    | 4   | 11   | 4    | 2    | 7    | 7    | 5    | 4    | 3    | 2    | 2    | 5    | 2    | 1    | 6   | 3    | 3    | 8    | 5    | 256  |
| 4    | Себастьян Феттель       | 3    | НС   | 2   | Схід | 3    | 4    | 2    | 2    | Схід | 9    | 4    | 5    | 6    | 3    | 5    | Схід | 4   | 4    | 5    | 5    | 3    | 212  |
| 5    | Макс Ферстаппен         | 10   | 6    | 8   | Схід | 1    | Схід | 4    | 8    | 2    | 2    | 5    | 3    | 11   | 7    | 6    | 2    | 2   | Схід | 4    | 3    | 4    | 204  |
| 6    | Кімі Ряйкконен          | Схід | 2    | 5   | 3    | 2    | Схід | 6    | 4    | 3    | 5    | 6    | 6    | 9    | 4    | 4    | 4    | 5   | Схід | 6    | Схід | 6    | 186  |
| 7    | Серхіо Перес            | 13   | 16   | 11  | 9    | 7    | 3    | 10   | 3    | 17°  | 6    | 11   | 10   | 5    | 8    | 8    | 6    | 7   | 8    | 10   | 4    | 8    | 101  |
| 8    | Вальттері Боттас        | 8    | 9    | 10  | 4    | 5    | 12   | 3    | 6    | 9    | 14   | 9    | 9    | 8    | 6    | Схід | 5    | 10  | 16   | 8    | 11   | Схід | 85   |
| 9    | Ніко Гюлькенберг        | 7    | 15   | 15  | Схід | Схід | 6    | 8    | 9    | 19°  | 7    | 10   | 7    | 4    | 10   | Схід | 8    | 8   | Схід | 7    | 7    | 7    | 72   |
| 10   | Фернандо Алонсо         | Схід |      | 12  | 6    | Схід | 5    | 11   | Схід | 18°  | 13   | 7    | 12   | 7    | 14   | 7    | 7    | 16  | 5    | 13   | 10   | 10   | 54   |
| 11   | Феліпе Масса            | 5    | 8    | 6   | 5    | 8    | 10   | Схід | 10   | 20°  | 11   | 18   | Схід | 10   | 9    | 12   | 13   | 9   | 7    | 9    | Схід | 9    | 53   |
| 12   | Карлос Сайнс (молодший) | 9    | Схід | 9   | 12   | 6    | 8    | 9    | Схід | 8    | 8    | 8    | 14   | Схід | 15   | 14   | 11   | 17  | 6    | 16   | 6    | Схід | 46   |
| 13   | Ромен Грожан            | 6    | 5    | 19  | 8    | Схід | 13   | 14   | 13   | 7    | Схід | 14   | 13   | 13   | 11   | НС   | Схід | 11  | 10   | 20   | НС   | 11   | 29   |
| 14   | Даніїл Квят             | НС   | 7    | 3   | 15   | 10   | Схід | 12   | Схід | Схід | 10   | 16   | 15   | 14   | Схід | 9    | 14   | 13  | 11   | 18   | 13   | Схід | 25   |
| 15   | Дженсон Баттон          | 14   | Схід | 13  | 10   | 9    | 9    | Схід | 11   | 6    | 12   | Схід | 8    | Схід | 12   | Схід | 9    | 18  | 9    | 12   | 16   | Схід | 21   |
| 16   | Кевін Магнуссен         | 12   | 11   | 17  | 7    | 15   | Схід | 16   | 14   | 14   | 17°  | 15   | 16   | Схід | 17   | 10   | Схід | 14  | 12   | 17   | 14   | Схід | 7    |
| 17   | Феліпе Наср             | 15   | 14   | 20  | 16   | 14   | Схід | 18   | 12   | 13   | 15   | 17   | Схід | 17   | Схід | 13   | Схід | 19  | 15   | 15   | 9    | 16   | 2    |
| 18   | Джоліон Палмер          | 11   | НС   | 22  | 13   | 13   | Схід | Схід | 15   | 12   | Схід | 12   | 19   | 15   | Схід | 15   | 10   | 12  | 13   | 14   | Схід | 17   | 1    |
| 19   | Паскаль Верляйн         | 16   | 13   | 18  | 18   | 16   | 14   | 17   | Схід | 10   | Схід | 19   | 17   | Схід | Схід | 16   | 15   | 22  | 17   | Схід | 15   | 14   | 1    |
| 20   | Стоффель Вандорн        |      | 10   |     |      |      |      |      |      |      |      |      |      |      |      |      |      |     |      |      |      |      | 1    |
| 21   | Естебан Гутьєррес       | Схід | Схід | 14  | 17   | 11   | 11   | 13   | 16   | 11   | 16   | 13   | 11   | 12   | 13   | 11   | Схід | 20  | Схід | 19   | Схід | 12   | 0    |
| 22   | Маркус Ерікссон         | Схід | 12   | 16  | 14   | 12   | Схід | 15   | 17   | 15   | Схід | 20   | 18   | Схід | 16   | 17   | 12   | 15  | 14   | 11   | Схід | 15   | 0    |
| 23   | Естебан Окон            |      |      |     |      |      |      |      |      |      |      |      |      | 16   | 18   | 18   | 16   | 21  | 18   | 21   | 12   | 13   | 0    |
| 24   | Ріо Харьянто            | Схід | 17   | 21  | Схід | 17   | 15   | 19   | 18   | 16   | Схід | 21   | 20   |      |      |      |      |     |      |      |      |      | 0    |
| Поз. | Пілот                   | АВС  | БАХ  | КИТ | РОС  | ІСП  | МОН  | КАН  | ЄВР  | АВТ  | ВЕЛ  | УГО  | НІМ  | БЕЛ  | ІТА  | СІН  | МАЛ  | ЯПО | США  | МЕК  | БРА  | АБУ  | Очки |

| Приклад      | Опис                                                              |
| ------------ | ----------------------------------------------------------------- |
| 1            | Переможець                                                        |
| 2            | Друге місце                                                       |
| 3            | Третє місце                                                       |
| 5            | Фінішував у очковій зоні                                          |
| 12           | Фінішував поза очковою зоною                                      |
| НКЛ          | Фінішував, але не класифікований                                  |
| Схід         | Не фінішував і не класифікований                                  |
| НКВ          | Не кваліфікований                                                 |
| НПКВ         | Не передкваліфікований                                            |
| ДСК          | Дискваліфікований                                                 |
| ТТР          | Брав участь тільки в тренуваннях                                  |
| тест         | Тестер по п'ятницях (з 2003 року)                                 |
| НС           | Брав участь у Гран-прі як бойовий пілот, але не стартував у гонці |
| Т            | Травмований чи хворий                                             |
| Викл         | Виключений із протоколу                                           |
| Від          | Відмова від участі                                                |
| НТР          | Не брав участі в тренуваннях                                      |
| НПР          | Не прибув на Гран-прі                                             |
| С            | Гонка скасована                                                   |
|              | Не брав участі                                                    |
| Жирний шрифт | Поул-позиція                                                      |
| Курсив       | Швидке коло                                                       |

Примітки:
- ° — Пілоти, що не фінішували на гран-прі, але були класифіковані, оскільки подолали понад 90 % дистанції.

#### Графік
(Претенденти на титул — скільки потрібно очок, щоб була хоча б теоретична можливість обійти лідера. Якщо ця лінія обганяє другого, чемпіон визначився, і навіть не беручи участь в гонках, він збереже собі перше місце.)

### Конструктори
| Поз. | Конструктор          | №  | АВС  | БАХ  | КИТ | РОС  | ІСП  | МОН  | КАН  | ЄВР  | АВТ  | ВЕЛ  | УГО  | НІМ  | БЕЛ  | ІТА  | СІН  | МАЛ  | ЯПО | США  | МЕК  | БРА  | АБУ  | Очки |
| ---- | -------------------- | -- | ---- | ---- | --- | ---- | ---- | ---- | ---- | ---- | ---- | ---- | ---- | ---- | ---- | ---- | ---- | ---- | --- | ---- | ---- | ---- | ---- | ---- |
| 1    | Mercedes             | 6  | 1    | 1    | 1   | 1    | Схід | 7    | 5    | 1    | 4    | 3    | 2    | 4    | 1    | 1    | 1    | 3    | 1   | 2    | 2    | 2    | 2    | 765  |
| 1    | Mercedes             | 44 | 2    | 3    | 7   | 2    | Схід | 1    | 1    | 5    | 1    | 1    | 1    | 1    | 3    | 2    | 3    | Схід | 3   | 1    | 1    | 1    | 1    | 765  |
| 2    | Red Bull-TAG Heuer   | 3  | 4    | 4    | 4   | 11   | 4    | 2    | 7    | 7    | 5    | 4    | 3    | 2    | 2    | 5    | 2    | 1    | 6   | 3    | 3    | 8    | 5    | 468  |
| 2    | Red Bull-TAG Heuer   | 26 | НС   | 7    | 3   | 15   |      |      |      |      |      |      |      |      |      |      |      |      |     |      |      |      |      | 468  |
| 2    | Red Bull-TAG Heuer   | 33 |      |      |     |      | 1    | Схід | 4    | 8    | 2    | 2    | 5    | 3    | 11   | 7    | 6    | 2    | 2   | Схід | 4    | 3    | 4    | 468  |
| 3    | Ferrari              | 5  | 3    | НС   | 2   | Схід | 3    | 4    | 2    | 2    | Схід | 9    | 4    | 5    | 6    | 3    | 5    | Схід | 4   | 4    | 5    | 5    | 3    | 398  |
| 3    | Ferrari              | 7  | Схід | 2    | 5   | 3    | 2    | Схід | 6    | 4    | 3    | 5    | 6    | 6    | 9    | 4    | 4    | 4    | 5   | Схід | 6    | Схід | 6    | 398  |
| 4    | Force India-Mercedes | 11 | 13   | 16   | 11  | 9    | 7    | 3    | 10   | 3    | 17°  | 6    | 11   | 10   | 5    | 8    | 8    | 6    | 7   | 8    | 10   | 4    | 8    | 173  |
| 4    | Force India-Mercedes | 27 | 7    | 15   | 15  | Схід | Схід | 6    | 8    | 9    | 19°  | 7    | 10   | 7    | 4    | 10   | Схід | 8    | 8   | Схід | 7    | 7    | 7    | 173  |
| 5    | Williams-Mercedes    | 19 | 5    | 8    | 6   | 5    | 8    | 10   | Схід | 10   | 20°  | 11   | 18   | Схід | 10   | 9    | 12   | 13   | 9   | 7    | 9    | Схід | 9    | 138  |
| 5    | Williams-Mercedes    | 77 | 8    | 9    | 10  | 4    | 5    | 12   | 3    | 6    | 9    | 14   | 9    | 9    | 8    | 6    | Схід | 5    | 10  | 15   | 8    | 11   | Схід | 138  |
| 6    | McLaren-Honda        | 14 | Схід |      | 12  | 6    | Схід | 5    | 11   | Схід | 18°  | 13   | 7    | 12   | 7    | 14   | 7    | 7    | 16  | 5    | 13   | 10   | 10   | 76   |
| 6    | McLaren-Honda        | 22 | 14   | Схід | 13  | 10   | 9    | 9    | Схід | 11   | 6    | 12   | Схід | 8    | Схід | 12   | Схід | 9    | 18  | 9    | 12   | 16   | Схід | 76   |
| 6    | McLaren-Honda        | 47 |      | 10   |     |      |      |      |      |      |      |      |      |      |      |      |      |      |     |      |      |      |      | 76   |
| 7    | Toro Rosso-Ferrari   | 26 |      |      |     |      | 10   | Схід | 12   | Схід | Схід | 10   | 16   | 15   | 14   | Схід | 9    | 14   | 13  | 11   | 18   | 13   | Схід | 63   |
| 7    | Toro Rosso-Ferrari   | 33 | 10   | 6    | 8   | Схід |      |      |      |      |      |      |      |      |      |      |      |      |     |      |      |      |      | 63   |
| 7    | Toro Rosso-Ferrari   | 55 | 9    | Схід | 9   | 12   | 6    | 8    | 9    | Схід | 8    | 8    | 8    | 14   | Схід | 15   | 14   | 11   | 17  | 6    | 16   | 6    | Схід | 63   |
| 8    | Haas-Ferrari         | 8  | 6    | 5    | 19  | 8    | Схід | 13   | 14   | 13   | 7    | Схід | 14   | 13   | 13   | 11   | НС   | Схід | 11  | 10   | 19   | НС   | 11   | 29   |
| 8    | Haas-Ferrari         | 21 | Схід | Схід | 14  | 17   | 11   | 11   | 13   | 16   | 11   | 16   | 13   | 11   | 12   | 13   | 11   | Схід | 20  | Схід | 20   | Схід | 12   | 29   |
| 9    | Renault              | 20 | 12   | 11   | 17  | 7    | 15   | Схід | 16   | 14   | 14   | 17°  | 15   | 16   | Схід | 17   | 10   | Схід | 14  | 12   | 17   | 14   | Схід | 8    |
| 9    | Renault              | 30 | 11   | НС   | 22  | 13   | 13   | Схід | Схід | 15   | 12   | Схід | 12   | 19   | 15   | Схід | 15   | 10   | 12  | 13   | 14   | Схід | 17   | 8    |
| 10   | Sauber-Ferrari       | 9  | Схід | 12   | 16  | 14   | 12   | Схід | 15   | 17   | 15   | Схід | 20   | 18   | Схід | 16   | 17   | 12   | 15  | 14   | 11   | Схід | 15   | 2    |
| 10   | Sauber-Ferrari       | 12 | 15   | 14   | 20  | 16   | 14   | Схід | 18   | 12   | 13   | 15   | 17   | Схід | 17   | Схід | 13   | Схід | 19  | 15   | 15   | 9    | 16   | 2    |
| 11   | MRT-Mercedes         | 31 |      |      |     |      |      |      |      |      |      |      |      |      | 16   | 18   | 18   | 16   | 21  | 18   | 21   | 12   | 13   | 1    |
| 11   | MRT-Mercedes         | 88 | Схід | 17   | 21  | Схід | 17   | 15   | 19   | 18   | 16   | Схід | 21   | 20   |      |      |      |      |     |      |      |      |      | 1    |
| 11   | MRT-Mercedes         | 94 | 16   | 13   | 18  | 18   | 16   | 14   | 17   | Схід | 10   | Схід | 19   | 17   | Схід | Схід | 16   | 15   | 22  | 17   | Схід | 15   | 14   | 1    |
| Поз. | Конструктор          | №  | АВС  | БАХ  | КИТ | РОС  | ІСП  | МОН  | КАН  | ЄВР  | АВТ  | ВЕЛ  | УГО  | НІМ  | БЕЛ  | ІТА  | СІН  | МАЛ  | ЯПО | США  | МЕК  | БРА  | АБУ  | Очки |

| Приклад      | Опис                                                              |
| ------------ | ----------------------------------------------------------------- |
| 1            | Переможець                                                        |
| 2            | Друге місце                                                       |
| 3            | Третє місце                                                       |
| 5            | Фінішував у очковій зоні                                          |
| 12           | Фінішував поза очковою зоною                                      |
| НКЛ          | Фінішував, але не класифікований                                  |
| Схід         | Не фінішував і не класифікований                                  |
| НКВ          | Не кваліфікований                                                 |
| НПКВ         | Не передкваліфікований                                            |
| ДСК          | Дискваліфікований                                                 |
| ТТР          | Брав участь тільки в тренуваннях                                  |
| тест         | Тестер по п'ятницях (з 2003 року)                                 |
| НС           | Брав участь у Гран-прі як бойовий пілот, але не стартував у гонці |
| Т            | Травмований чи хворий                                             |
| Викл         | Виключений із протоколу                                           |
| Від          | Відмова від участі                                                |
| НТР          | Не брав участі в тренуваннях                                      |
| НПР          | Не прибув на Гран-прі                                             |
| С            | Гонка скасована                                                   |
|              | Не брав участі                                                    |
| Жирний шрифт | Поул-позиція                                                      |
| Курсив       | Швидке коло                                                       |

Примітки:
- ° — Пілоти, що не фінішували на гран-прі, але були класифіковані, оскільки подолали понад 90 % дистанції.

#### Графік
(Претенденти на титул — скільки потрібно очок, щоб була хоча б теоретична можливість обійти лідера. Якщо ця лінія обганяє другого, чемпіон визначився, і навіть не беручи участь в гонках, він збереже собі перше місце.)